# Potenziale di Buckingham-Hill
Il potenziale di Buckingham è un potenziale empirico proposto da Richard Buckingham che descrive la repulsione dovuta al principio di esclusione di Pauli e l'attrazione dovuta alle forze di van der Waals tra due atomi non legati. L'espressione matematica che lo descrive è:
{\displaystyle \Phi _{12}(r)=A\exp \left(-Br\right)-{\frac {C}{r^{6}}}}
Dove {\displaystyle A}, {\displaystyle B} e {\displaystyle C} sono parametri empirici mentre r è la distanza tra i due atomi.
Buckingham propose questo potenziale come una semplificazione del potenziale di Lennard-Jones in uno studio teorico sull'equazione di stato dei gas nobili.
Come esposto nel lavoro originale di Buckingham e nella sezione 2.2.5 del testo di Jensen la repulsione è dovuta a all'impenetrabilità delle shell elettroniche complete.
Siccome il termine esponenziale converge per  {\displaystyle r}→{\displaystyle 0} mentre {\displaystyle r^{-6}} diverge. Il potenziale di Buckingham "sprofonda" per {\displaystyle r} molto piccolo. Questo potrebbe essere un problema nel momento in cui si vuole simulare il comportamento a distanze interatomiche molto piccole.

## Il potenziale Coulomb-Buckingham

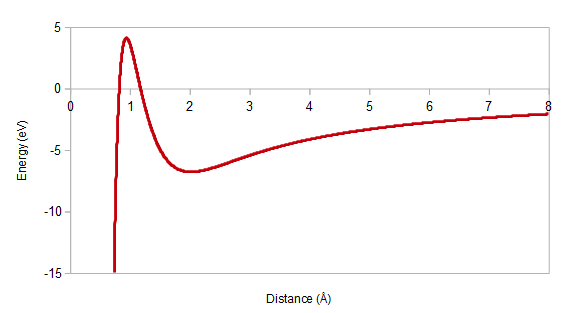
Esempio di potenziale Coulomb-Buckhingham

Il potenziale di Coulomb-Buckingham è un'estensione per sistemi ionici (ad esempio materiali ceramici). Esso è definito come:
{\displaystyle \Phi _{12}(r)=A\exp \left(-Br\right)-{\frac {C}{r^{6}}}+{\frac {q_{1}q_{2}}{4\pi \varepsilon _{0}r}}}
L'equazione può essere riscritta nella forma alternativa:
{\displaystyle \Phi (r)=\varepsilon \left({\frac {6}{\alpha -6}}\exp \alpha \left(1-{\frac {R}{R_{0}}}\right)-{\frac {\alpha }{\alpha -6}}\left({\frac {R_{0}}{R}}\right)^{6}\right)+{\frac {q_{1}q_{2}}{4\pi \varepsilon _{0}r}}}
dove {\displaystyle R_{0}} è la distanza di equilibrio {\displaystyle \alpha } è un parametro adimensionale ed  {\displaystyle \varepsilon } è la profondità della buca di potenziale.